# Dongedijk (schip, 2000)
De Dongedijk was een feedercontainerschip dat op 15 augustus 2000 kapseisde nabij Port Said in nochtans gunstige weersomstandigheden. Het schip werd geëxploiteerd door Navigia Shipping uit Groningen.

## Bouw
Het schip, een Conofeeder 340, werd gebouwd in 1999 bij Tille Scheepsbouw in Kootstertille. Het schip werd op 23 december 1999 te water gelaten en op 4 maart 2000 in de vaart genomen.

## Ramp
Op 11 augustus 2000 vertrok de Dongedijk uit Latakia, Syrië op weg naar Port Said. Al voor aankomst in Latakia had het schip een beladingsplan gekregen voor Port Said. Aangezien dit niet voldeed aan de eisen voor de stabiliteit werd besloten om 12 containers niet te laden.
Op 14 augustus vroeg in de ochtend meerde de Dongedijk af in Port Said. Hier werden containers gelost en geladen. De stabiliteit bleek zeer marginaal te zijn volgens het stabiliteitscomputerprogramma. De werkelijke diepgang was ook groter dan die het stabiliteitsprogramma berekend had op basis van de aangeleverde gegevens over de gewichten van de containers.
In de ochtend van 15 augustus, rond 08:30, vertrok de Dongedijk weer op weg naar Latakia. Om 09:00 ging de loods van boord. Rond 09:35 werd een rustige koerswijziging ingezet naar bakboord. Na circa 5 minuten viel het schip plotseling scheef over stuurboord, hoewel het weer zeer goed was. Over de VHF werd assistentie gevraagd aan Port Said Port Control. In zeer korte tijd was er assistentie van een sleepboot, een loodsboot en een schip van de Egyptische marine. Ondertussen had het schip een slagzij van zo'n 50°. Om 09:50 besloot de kapitein het schip te verlaten. Om 10:05 stapte de kapitein als laatste van boord, waarna alle opvarenden veilig naar de wal werden gebracht. Aangezien het schip in de aanloop van het Suezkanaal lag, werd het op last van de Egyptische autoriteiten versleept. Om 11:40 werd het schip op een zandbank ten oosten van het kanaal aan de grond gezet. Die dag werd begonnen aan het lossen van de containers. Hierna werd begonnen aan de berging door Port Said Shipyard, een onderdeel van de Suez Canal Authority. Op 4 september het schip gerecht. Het werd gesleept naar Port Said waar het op 6 september afmeerde bij de scheepswerf.

## Onderzoek
Door de Nederlandse Scheepvaartinspectie werd een onderzoek ingesteld naar de oorzaak van de scheepsramp. Hieruit kwam naar voren dat het werkelijke gewicht van de lading 3358 ton was, in plaats van de 3182 ton volgens de ladingpapieren, een verschil dat overeenkwam met het geconstateerde verschil in diepgang.

## Conclusie
Doordat op de ladingpapieren niet de juiste gewichten stonden, kwam de werkelijke stabiliteit niet overeen met de berekende. Hierdoor vertrok het schip met te weinig stabiliteit. Volgens de Raad voor de Scheepvaart is de werkelijke oorzaak echter een ondeugdelijk ontwerp. Doordat de havengelden in veel havens gekoppeld zijn aan de tonnenmaat - geen maat voor gewicht, zoals de naam doet vermoeden, maar voor het volume van een schip - worden er veel schepen ontworpen met een minimale vrijboord en veel lading aan dek. Groot tegenstander hiervan is Ir. E. Vossnack, Oud-Hoofd Nieuwbouw Scheepsbouw Nedlloyd:
Ik heb mijn bedenkingen bij het hanteren van de tonnenmaat van schepen bij de afhandeling van vele financiële zaken. Hierdoor kunnen schepen worden ontworpen die naar mijn mening onvoldoende zeewaardig zijn. Bij de ’’Dongedijk’’ is dat naar mijn mening ook het geval. Ik zou er een voorstander van zijn dat er in internationaal verband, bijvoorbeeld geregeld door de IMO, van de tonnenmaat wordt afgestapt.

## Vervolg
Op 26 november werd het schip door Suez Canal Authority aan de ketting gelegd te Port Said wegens bergingsloon, de eigenaren vinden dat de berging met kabels rondom het schip veel schade heeft veroorzaakt. Op 5 april 2001 werd het schip door classificatiebureau Bureau Veritas uit klasse genomen. Op 12 juni 2001 ging het schip onder Egyptische vlag als El Deversoir. In oktober 2006 werd de naam naar Deversoir veranderd.